# Mutale
Mutale (officieel Mutale Local Municipality) is een gemeente in het Zuid-Afrikaanse district Vhembe.
Mutale ligt in de provincie Limpopo en telt 914.870 inwoners.

## Hoofdplaatsen
Het nationaal instituut voor de statistiek, Stats SA, deelt sinds de census 2011 deze gemeente in in 127 zogenaamde hoofdplaatsen (main place):
Bale • Bende Mutale • Bileni • Dambale • Domboni • Dotha • Dovha • Dzamba • Dzimauli • Fefe • Folovhodwe • Gogogo • Goma • Gombani • Gumbu • Gumela • Gundani • Guyuni • Gwagwathini • Gwakwani • Ha-Mabila • Ha-Makuya • Ha-Nkotswi • Helula A • Helula B • Khakhu • Khavhambe • Khunguni • Kruger National Park • Lamvi • Ludzie • Luheni • Lurangwe • Mabulo • Mabvete • Madangani • Madashishi • Mafhohoni • Mafukani • Maheni • Makavhini • Makwilidza • Mangaya • Mangwele • Mapakoni • Mapate • Mapuloni • Maramanzhi • Marulwe • Maseha • Masisi • Masunda • Matatani • Mataulu • Matavhela • Matsheketsheke • Matshena • Mavhode • Mavhuwa • Mazwimba • Mbodi • Mbodi Tsha Fasi • Mbuyuni • Mokololwe • Mpobuleni • Mufulwi • Mufungudi • Muhotoni • Muiladi • Mukondeni • Mukovhabale • Mukumawabane • Mukununde • Muledzhi • Muraluwe • Mushithe • Musunda • Muswodi • Mutale Munic NU • Mutele • Mutshavhawe • Mutshikilini • Mutsuludi • Mvala • Netshitondoni • Ngalavhani • Nghwengoni • Sanari • Shakadza • Sheshe • Sigonde • Tahari • Thengwe • Thogani • Thondoni • Travenna • Tsaande B • Tshagwa • Tshambuka • Tshamulungwi • Tshamutavha • Tshamutore • Tshanzhe • Tshenzhelani • Tshiavha • Tshifunguduwe • Tshikondeni A • Tshikondeni B • Tshikuyu • Tshilamba • Tshilamusa • Tshilavulu • Tshiozwi • Tshipale • Tshipise • Tshirunzini • Tshitambe • Tshitandani A • Tshitandani B • Tshitanzhe • Tshiungani • Tshivhongweni • Tshixwadza • Tshokotshoko • Vhurivhuri • Vuvha B • Zwigodini.